# Ilia Kandelaki
Ilia Kandelaki (georgisch ილია კანდელაკი; russisch Илья Канделаки; * 26. Dezember 1981 in Tiflis, Georgische SSR) ist ein ehemaliger georgischer Fußballspieler auf der Position eines Abwehrspielers. 

## Karriere

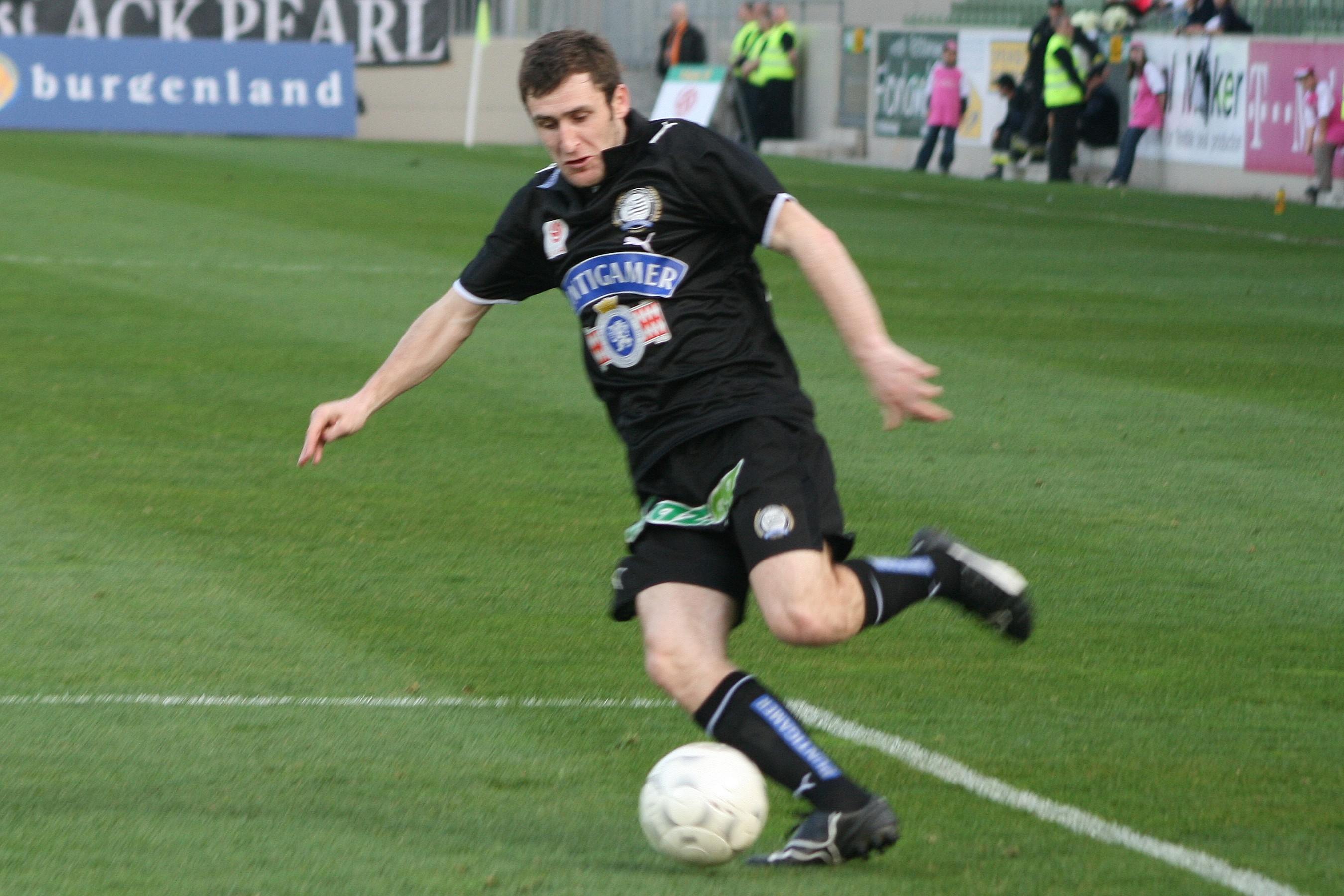
Ilia Kandelaki in Aktion

Kandelaki begann seine Karriere beim FC Tiflis. 2000 wechselte er zu Dinamo Tiflis, mit welchen er zweimal georgischer Meister und zweimal georgischer Pokalsieger wurde. 2005 wechselte er in die Ukraine zu Tschornomorez Odessa. Nach zwei Jahren in Odessa verschlug es ihn nach Deutschland zum FC Carl Zeiss Jena, wo er in der zweiten deutschen Bundesliga auf 20 Einsätze kam. Anfang der Saison 2008/09 unterschrieb er einen Vertrag beim SK Sturm Graz in Österreich, wo er auf Anhieb Stammspieler wurde. Mit Ablauf der Bundesliga-Saison 2009/10 verließ Kandelaki die Grazer und wechselte nach Aserbaidschan zu İnter Baku, wo er drei Jahre unter Vertrag stand. Er beendete 2015 seine Karriere in seinem Heimatland.
2006 kam er in vier Qualifikationsspielen zur Fußball-Europameisterschaft 2008 in der georgischen Nationalmannschaft zum Einsatz. Insgesamt lief er 14 Mal für Georgien auf.

## Erfolge
- 1× Österreichischer Cup-Sieger 2010 (SK Sturm Graz)
- 2× Georgischer Meister 2003 und 2005 mit Dinamo Tiflis
- 2× Georgischer Pokalsieger 2003 und 2004 mit Dinamo Tiflis